# Valentina Quinn
Valentina Quinn, född 1952, dotter till Anthony Quinn, är en amerikansk skådespelare.

## Filmografi
- 1977 - A Killing Affair
- 1981 - Stradivari
- 1990 - Den gamle och havet